# Ochten

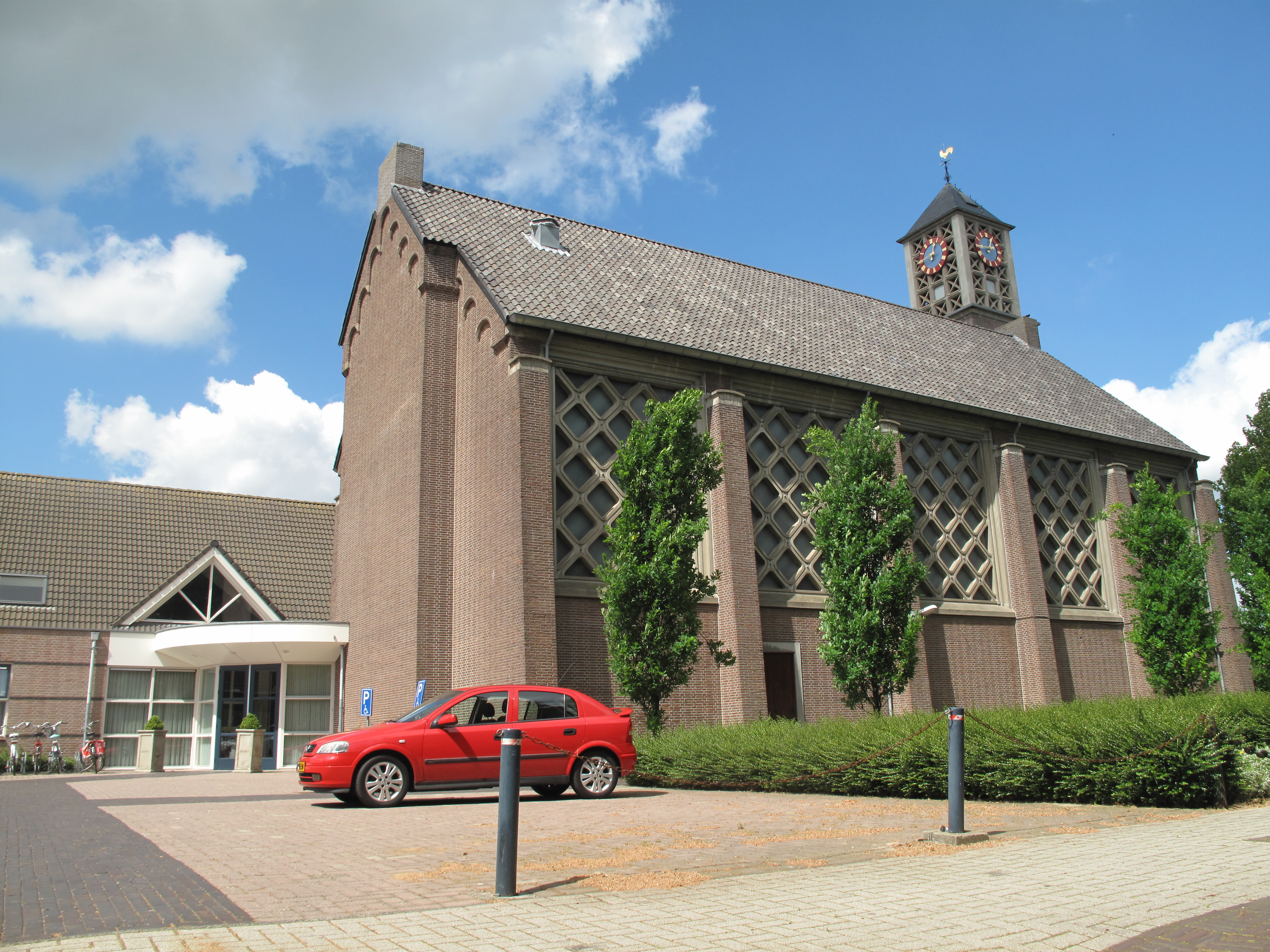
Nederlandse Hervormde kerk in Ochten

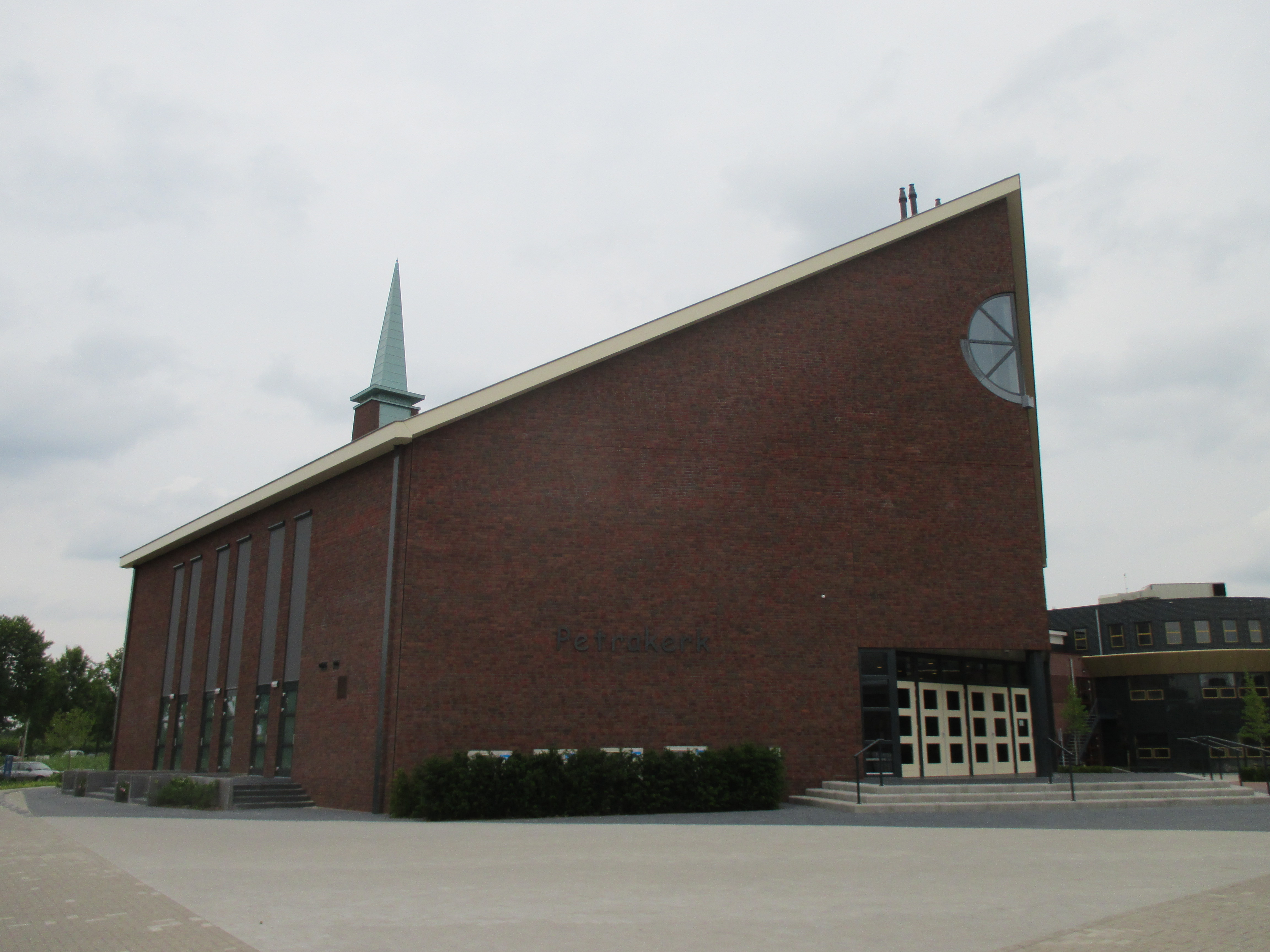
Gereformeerde Gemeente in Nederland Petrakerk in Ochten

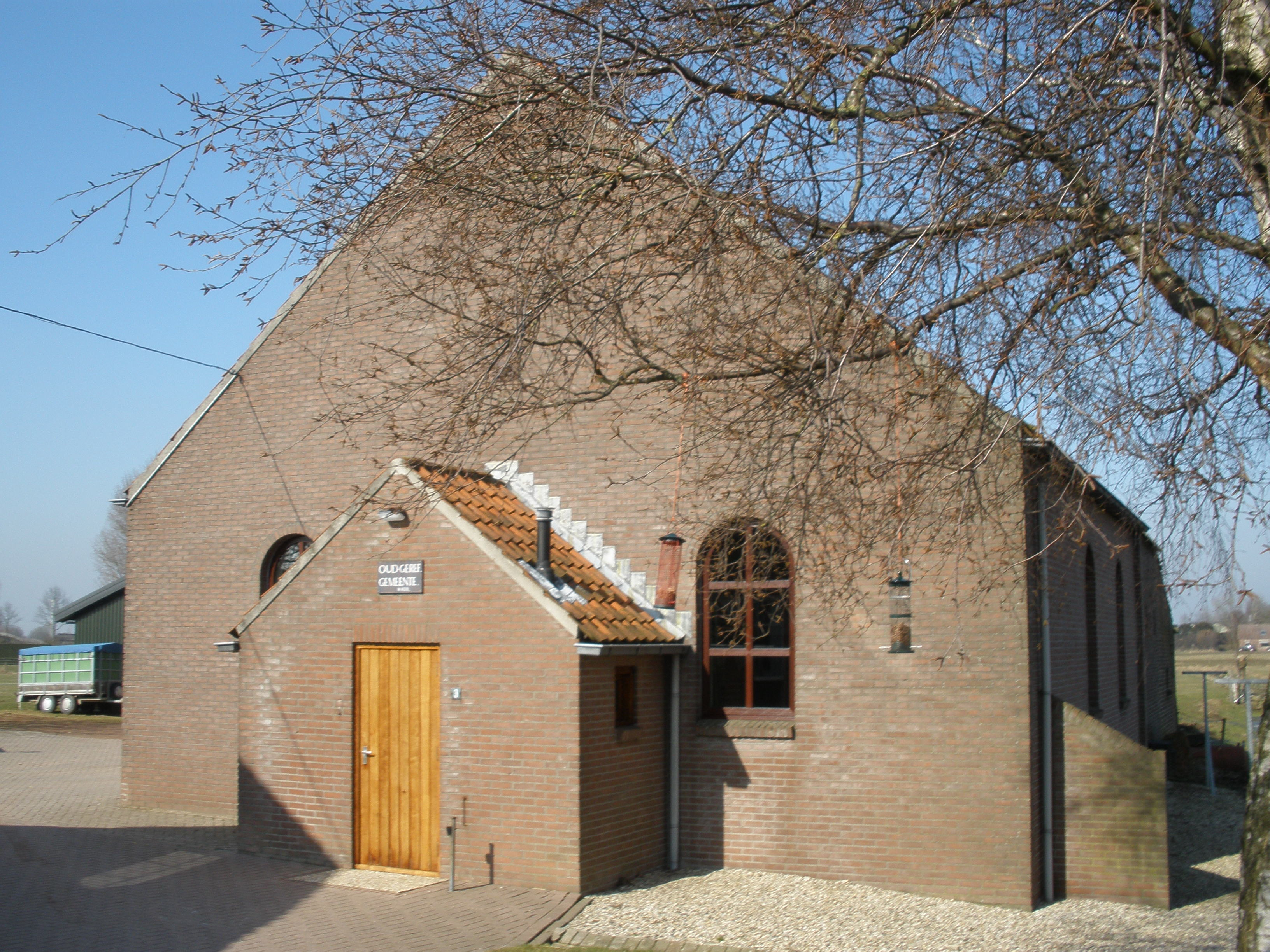
Oud Gereformeerde Gemeente in Nederland in Ochten

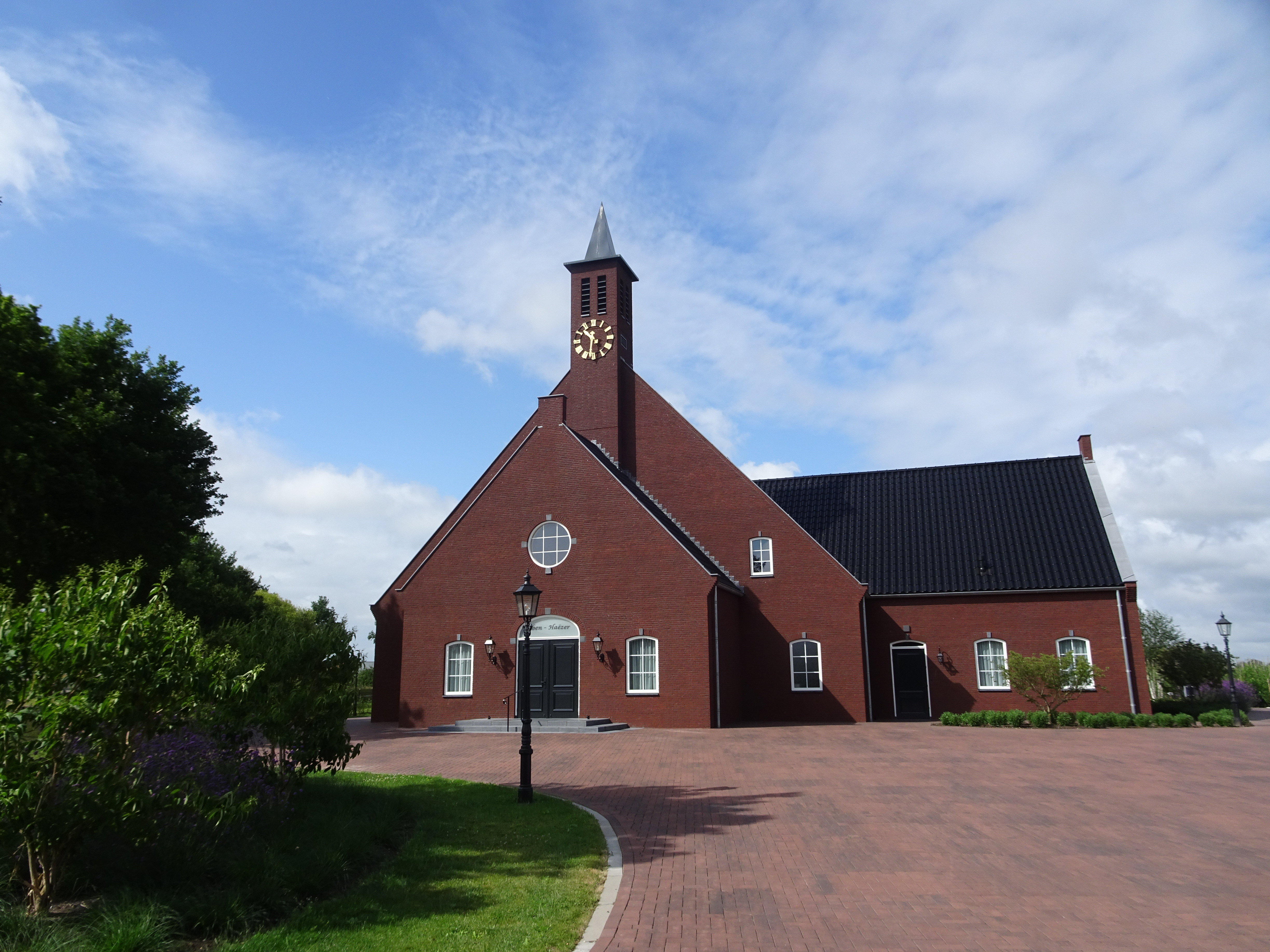
Oud Gereformeerde Gemeente in Nederland Eben Haëzer in Ochten sinds 2024

Ochten is een dorp en voormalige gemeente aan de Waal met 5.270 inwoners, behorende bij de Nederlandse gemeente Neder-Betuwe in Gelderland.

## Geschiedenis
De naam Ochten is waarschijnlijk een verbastering van "Uhtwo", het Germaanse woord voor ochtendgloren of morgenweide. De oudste vermeldingen stammen uit de 12e eeuw. Later verbasterde dit tot Uchta en soortgelijk klinkende namen. Ochten was een zelfstandige gemeente van 1811 tot 1817, toen het opging in de gemeente Echteld. De gemeentenaam wijzigde, maar als compromis werd het gemeentehuis van deze gemeente gevestigd in Ochten. Dit bleef zo tot 2002 toen de gemeente Echteld in een herindeling onderdeel werd van de gemeente Kesteren, later Neder-Betuwe.
Tijdens de mobilisatie in 1939 werd de linie Ochten-de Spees (Zie: Lijst van rijksmonumenten in Ochten), onderdeel van de Grebbelinie, in ere hersteld en bemand door het 44ste regiment infanterie. Dit was een spannende tijd voor het dorp, waar de verdedigers slag geleverd hebben met de Duitsers. Ochten lag vanaf september 1944 onder geallieerd vuur tijdens de slag om de Betuwe, de flank in de Slag om Arnhem. Om de Duitsers te verdrijven of vernietigen werd Ochten zwaar beschoten met mortieren. Het dorp is toen grotendeels verwoest. Tot op heden wordt nog regelmatig onontploft oorlogstuig gevonden. Na de oorlog is voor het dorp een uitgebreid wederopbouwplan opgesteld. Deze werd o.a. door 300 mannen vanuit Kamp Overbroek uitgevoerd. In dat kamp traden de plaatselijke verenigingen op. De wederopbouw kenmerkte zich door veel gebouwen gebouwd in de stijl van de Delftse School, iets wat nog steeds zichtbaar is.
Ochten en toenmalig burgemeester Henk Zomerdijk kwamen in februari 1995 in het nieuws doordat de dijk die het dorp beschermde tegen de Waal het dreigde te begeven. In allerijl is het dorp en de omgeving geëvacueerd, maar gelukkig kon de dijk tijdig versterkt worden en zakte het water een week later weer. Een gedenkteken herinnert nog aan deze dreiging. Zie voor meer informatie het artikel: Evacuatie van het Rivierenland.

## Het huidige dorp
Hoewel vroeger de landbouw en fruitteelt een belangrijke inkomstenbron was, is tegenwoordig het grootste deel van de inwoners buiten het dorp werkzaam. Ten westen van het dorp ligt industrieterrein De Heuning.
Door de ligging aan de Waal heeft een belangrijk deel van het dorp tijdens hoog water in de rivier last van kwel. Dit uit zich in natte kruipruimtes of kelders en drassige grond. Door het dorp loopt een aantal sloten die alleen water voeren in kwelperiodes. De hoeveelheid water die dan afgevoerd wordt is zeer groot.
Door overloop uit Opheusden en Kesteren neemt het aantal reformatorische christenen de laatste jaren sterk toe in het dorp. Een en ander komt tot uiting in de bouw van de grote Petrakerk met ruim 600 zitplaatsen van de Gereformeerde Gemeente in Nederland in de wijk Triangel en de komst van een reformatorische school. Was Ochten vanouds een rood dorp, bij de gemeenteraadsverkiezingen in 1994 behaalde de SGP 23% van de stemmen en bij de Tweede Kamerverkiezingen van 2010 was de SGP met 20% van de stemmen voor het eerst de grootste partij in het dorp.

## Voorzieningen
Ochten heeft twee supermarkten, slijterij, bakker en het dorpshuis.
Verder is er een politiesteunpunt en een brandweerpost.

## Scholen
Ochten kent verschillende scholen voor basis en middelbaar onderwijs. Een aantal scholen zijn:
- CBS Rehoboth Ochten, protestants basisonderwijs.
- OBS Houtkoper Ochten, openbaar basisonderwijs.
- Seba Ochten, reformatorisch basisonderwijs.

- Pantarijn, locatie Kesteren (ligging tussen Ochten en Kesteren in).
- Helicon Kesteren (ligging tussen Ochten en Kesteren in).

## Verkeer en vervoer
De belangrijkste verkeersaders voor Ochten zijn de A15 en de N233. De Waal is weliswaar een belangrijke passant, maar behalve een overnachtingshaven tussen Ochten en IJzendoorn heeft het dorp weinig binding meer met de rivier als het op transport aankomt. Sinds de bouw van de Prins Willem-Alexanderbrug te Echteld is de veerdienst tussen Ochten en Beneden-Leeuwen als onderdeel van de noord-zuidroute Veenendaal - Oss stilgelegd.
Ochten is bereikbaar per bus: 
• buslijn 45 Tiel - Echteld - Ijzendoorn- Ochten - Kesteren - Rhenen - Wageningen (streekbus)

## Geboren
- Jean Adriën Houtkoper (1915-1985), burgemeester
- Annet Schaap (1965), kinderboekenschrijfster en -illustrator